# النقل في روسيا

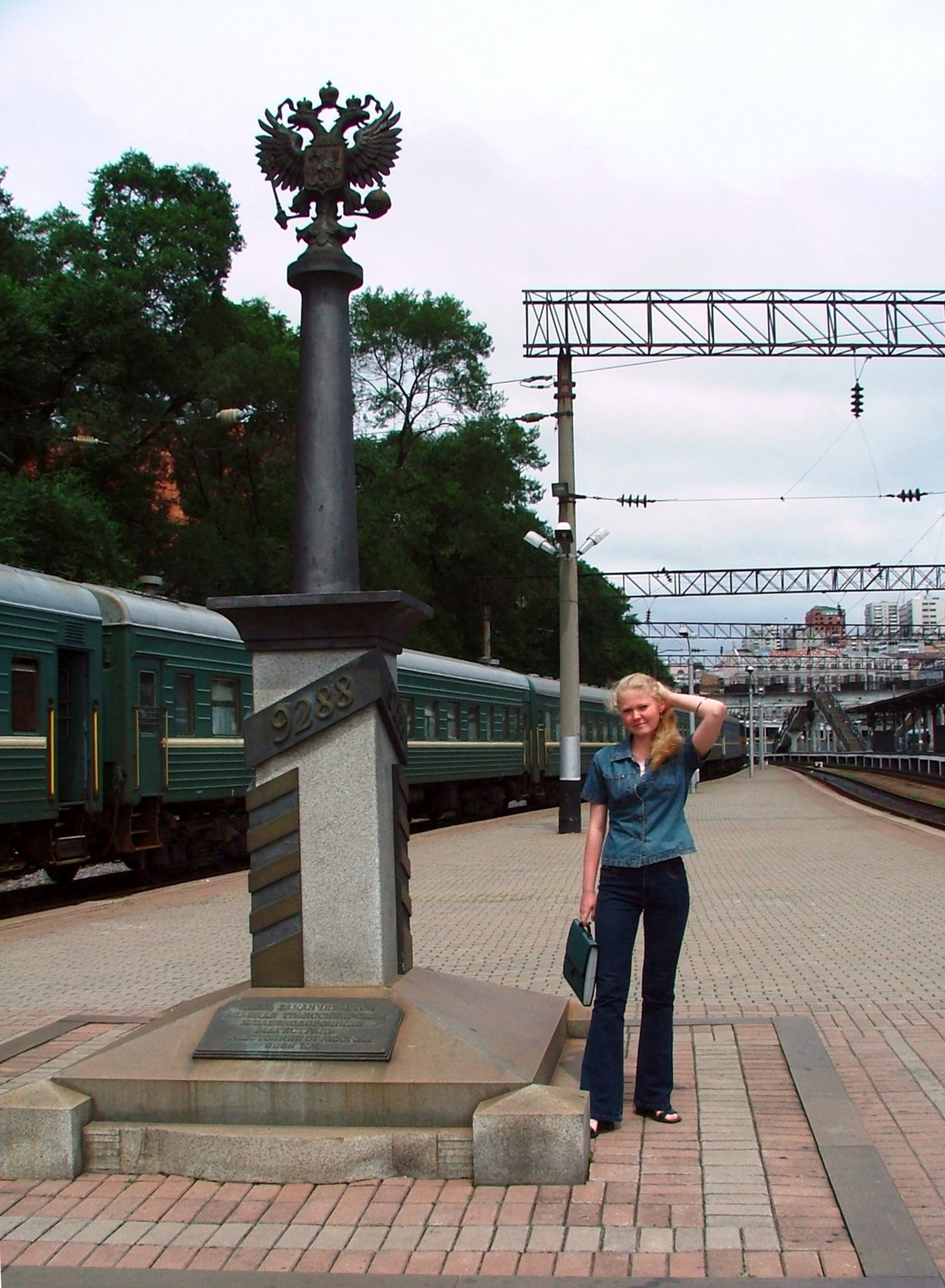

النقل في روسيا يعود تاريخ مترو الإنفاق في روسيا إلى 15 مايو عام 1935 حين افتتح أول خط له طوله 11.6 كيلومتراً يحتوي على 13 محطة. وبدأت حركة القطارات فيه بين المحطتين النهائيتين آنذاك «سوكولنيكي» و«بارك كولتوري»، وكذلك في خط فرعي صغير نحو ساحة «سمولينسكايا». وبلغ عدد الركاب الذين نقلوا كل يوم حينذاك 177,000 راكب. اما في الوقت الحاضر فيقوم مترو الإنفاق في موسكو بنقل 9 ملايين راكب يوميا، وذلك عبر 12 خطا و26 عقدة و 182محطة مزودة بأحدث أنظمة المراقبة والإنذار.